# Algona (Washington)
Algona az Amerikai Egyesült Államok északnyugati részén, Washington állam King megyéjében elhelyezkedő város. A 2010. évi népszámlálási adatok alapján 3014 lakosa van.

## Története
A település korábban az Algoma nevet viselte, azonban egy postai rögzítési hiba miatt ma Algonaként ismert.
Algona 1955. augusztus 1-jén kapott városi rangot.

## Népesség

### 2010
A 2010-es népszámláláskor a városnak 3014 lakója, 953 háztartása és 722 családja volt. A népsűrűség 899,7 fő/km2. A lakóegységek száma 1018, sűrűségük 303,9 db/km2. A lakosok 67,1%-a fehér, 3,3%-a afroamerikai, 1,7%-a indián, 11,7%-a ázsiai, 2%-a a Csendes-óceáni szigetekről származik, 7,5%-a egyéb, 6,8%-a pedig kettő vagy több etnikumú. A spanyol vagy latino származásúak aránya 15,9% (   )
A háztartások 45,6%-ában élt 18 évnél fiatalabb. 54,6% házas, 12,1% egyedülálló nő, 9,1% egyedülálló férfi, 24,2% pedig nem család. 17% egyedül élt; 3,8%-uk 65 éves vagy idősebb. Egy háztartásban átlagosan 3,15 személy élt; a családok átlagmérete 3,49 fő.
A medián életkor 33,1 év volt. A város lakóinak 28,4%-a 18 évesnél fiatalabb, 10,4% 18 és 24 év közötti, 27,2%-uk 25 és 44 év közötti, 27,3%-uk 45 és 64 év közötti, 6,5%-uk pedig 65 éves vagy idősebb. A lakosok 50,8%-a férfi, 49,2%-a pedig nő.

### 2000
A 2000-es népszámlálási adatok szerint Algona lakónépessége 2460 fő, a háztartások száma 845 és 643 család él a városban. A város népsűrűsége 703,6 fő/km². A városban minden km²-re 251,1 háztartás jut.

## Gazdaság
A Tim’s Cascade Snacks burgonyafeldolgozója nyolcvan embert foglalkoztat.

## Fordítás
- Ez a szócikk részben vagy egészben  az   Algona, Washington című angol Wikipédia-szócikk ezen változatának fordításán alapul.  Az eredeti cikk szerkesztőit annak laptörténete sorolja fel. Ez a jelzés csupán a megfogalmazás eredetét és a szerzői jogokat jelzi, nem szolgál a cikkben szereplő információk forrásmegjelöléseként.